# Jarno Gmelich
Jarno Gmelich Meijling (* 21. Juni 1989 in Almere) ist ein ehemaliger niederländischer Radrennfahrer.

## Sportlicher Werdegang
Jarno Gmelich wurde 2007 Zweiter bei der niederländischen Meisterschaft im Einzelzeitfahren der Juniorenklasse. Nach dem Wechsel in die U23 fuhr er in den Jahren 2008 und 2009 für das Continental Team Van Vliet-EBH Elshof. 2009 wurde er dort Gesamtsechster der Tour du Haut Anjou. Zur Saison 2010 wechselte Gmelich zum Cyclingteam Jo Piels. In seinem ersten Jahr dort gewann er den Prolog bei der Mainfranken-Tour und belegte den dritten Platz in der Gesamtwertung. Nachdem er 2011 ohne zählbare Erfolge geblieben war, erhielt er keinen neuen Vertrag bei einem internationalen Team und er kam in den folgenden zwei Jahren beim Verein AVC Aix-en-Provence aus der ersten französischen Division unter.
Zur Saison 2014 kehrte Gmelich auf die internationale Bühne zurück und wurde Mitglied im niederländischen Metec-TKH Continental Cyclingteam. In der Saison 2016 erzielte er den wichtigsten Erfolg seiner Karriere, als er die vierte Etappe der Volta ao Alentejo gewann.
Nach fünf Jahren bei Metec-TKH blieb Gmelich in der Saison 2019 ohne Vertrag bei einem internationalen Team, so dass er erneut zu den Amateuren zurückkehrte. In den Folgejahren fuhr er für verschiedene niederländische Vereine. In der Saison 2021 wurde er Amateur-Meister im Straßenrennen.
Nach der Saison 2022 beendete Gmelich seine Karriere als Radrennfahrer. Seit der Saison 2023 ist er Mitglied der sportlichen Leitung des Diftar Continental Cyclingteams.

## Erfolge
2010
- Prolog Mainfranken-Tour

2014
- Mannschaftszeitfahren Slowakei-Rundfahrt
- Mannschaftszeitfahren Czech Cycling Tour

2016
- eine Etappe Volta ao Alentejo